# Байо, Пьер Мари Франсуа де Саль
Пьер Мари Франсуа де Саль Байо (фр. Pierre Marie François de Sales Baillot; 1 октября 1771, Пасси, — 15 сентября 1842, Париж) — французский скрипач, композитор и музыкальный педагог.

## Биография
Пьер Байо провёл детские годы на острове Корсика, в 12 лет осиротел.
Юноша привлёк внимание королевского наместника Бертрана де Бушпорна, который направил талантливого мальчика учиться сперва в Рим, а затем в Париж. Байо учился у выдающегося педагога Джованни Баттиста Виотти и наряду с другим учеником Виотти Пьером Роде продолжил его школу.
С 1791 года играл в оркестре «Опера-Комик» — настолько успешно, что уже в 1795 году был приглашён преподавать в Парижскую консерваторию. Особо славился исполнением романески — считалось, что он довёл этот итальянский танец до совершенства.
В 1805—1809 годах вместе с виолончелистом Ламаре выступал с концертами в Российской империи, а в 1815 году они совместно гастролировали по Голландии и Великобритании.
Вместе с Роде и Родольфом Крейцером составил официальный консерваторский курс скрипичного мастерства, а в 1834 году опубликовал и собственный курс — «Искусство скрипки» (фр. L'Art du violon).
Среди учеников Пьера Байо был композитор Михаил Огинский — будущий автор знаменитого полонеза.
Композиторское наследие Байо включает в себя девять концертов для скрипки с оркестром (первый датирован 1801-м, последний — 1820 годом), концертную симфонию для двух скрипок с оркестром, сонату для скрипки и фортепиано, различные этюды и прочее.